# 亜急性硬化性全脳炎
亜急性硬化性全脳炎（あきゅうせい こうかせい ぜんのうえん、英: subacute sclerosing panencephalitis; SSPE）またはドーソン病（ドーソンびょう、英:  Dawson disease）とは、ヒトに発症する遅発性ウイルス感染症の一種で、致死性の感染症である。

## 概要
亜急性硬化性全脳炎は、よく見られるウイルスによる急性の感染症と比べて、発症までにだいぶ時間がかかる。亜急性と付くのは、そのためである。
具体的には、麻疹ウイルスが感染し麻疹になったあと、ウイルスが中枢神経系へと潜伏した後に変異を起こして、SSPEウイルス（SSPEは亜急性硬化性全脳炎の英語名の頭文字）となって、それが脳に持続感染することで、亜急性硬化性全脳炎が発生する。
様々な治療が試みられてきたものの、2020年現在においても延命治療が可能なだけで、根治法は存在しない。
したがって、亜急性硬化性全脳炎を発症した場合、基本的にその患者は死亡する。

## 患者像
亜急性硬化性全脳炎の発症者は、その9割以上が14歳以下の小児である（ピークは6～8歳）。既述の通り、原因となるSSPEウイルスは中枢神経系へ感染後に変異を起こした麻疹ウイルスである。したがって、通常は麻疹の罹患者の中のごく一部の者が、数年後に亜急性硬化性全脳炎を発症するという経過を辿る。
麻疹に感染してから亜急性硬化性全脳炎を発症するまでの潜伏期間は2年から10年程度と考えられており、その発症頻度は10万人に1.7人程度（麻疹罹患者の0.0017%程度）とされている。ただし、特に1歳以下の者が麻疹に罹患した場合、または、免疫抑制剤使用中に麻疹に罹患した場合には、のちに亜急性硬化性全脳炎を発症する危険性が高いことが知られている。
この他、妊娠中の女性が麻疹に罹患したことによって、のちに亜急性硬化性全脳炎を発症する症例も、ごく稀に存在する。
なお、1989年時点では、亜急性硬化性全脳炎発症者のうちの約90%は麻疹の既往がある者であり、他に発症者の5%は麻疹ワクチンの接種を受けた者であると発表されたが、これに対して2007年12月には、麻疹ワクチンの接種が『亜急性硬化性全脳炎の原因となったという証拠は無い』という研究結果も発表されている。しかしながら、麻疹に罹患していない人物が亜急性硬化性全脳炎を発症したという症例も、極めて稀ながら存在している。

## 症状
亜急性硬化性全脳炎を発症したヒトは、その後、一般的に数ヶ月から数年間をかけて神経症状の進行が見られる。具体的には、初期症状として性格の変化や抑うつ症状などが現れ、その後知能低下（学業成績低下、記憶力低下）、脱力発作（例えば、手に持っている物を本人の意思とは無関係に落としてしまう、など）、起立歩行障害などが起こる。さらに進行すると、視力の喪失や不随意運動、痙攣、摂食障害、自律神経の異常などが現れてくる。最終的には意識も消失し、その後に脳の損傷による発熱や心不全により死亡するという転帰をたどることが一般的である。

## 予後
亜急性硬化性全脳炎に対しては、インターフェロンやイノシンプラノベクスによる免疫賦活治療、リバビリン投与などの抗ウイルス薬治療などを行うことで、症状の進行を遅らせて延命させる程度の効果は得られる場合もある。しかしながら、2019年現在においても延命が可能なだけで、亜急性硬化性全脳炎の根治を望める治療法は確立されていない。
なお、亜急性硬化性全脳炎による症状の1つで、痙攣が出た時などには対症療法が行われたり、起立歩行障害などに対しては理学療法が行われることもある。稀に治癒する症例も存在はするものの、基本的に予後不良であり、亜急性硬化性全脳炎を発症した者の死亡は、不可避である。

## 予防法
疫学的調査によると、新三種混合ワクチンの接種により亜急性硬化性全脳炎（SSPE）の発症が減少することから、日本ではSSPE予防のためにも、麻疹・風疹混合ワクチンの予防接種が推奨されている。麻疹ワクチンの接種が、SSPEの原因となったという証拠は得られていない。

## 混同注意
麻疹は、中耳炎や肺炎など様々な合併症を引き起こす場合もある。そして麻疹が引き起こす合併症の中に、麻疹後脳炎と言う、致死率10 ％から20 ％程度の急性の脳炎が存在する。しかし、麻疹後脳炎と亜急性硬化性全脳炎は別物である。

## 歴史
1933年、J.R.Dawsonは光学顕微鏡による観察で、脳の神経細胞の障害と亜急性の炎症反応および封入体を初めて記載した。1963年に、M.C.Bouteilleが電子顕微鏡で封入体にウイルスを認め、1967年にはJ.H.Connollyが免疫学的に脳内に麻疹ウイルスの存在を証明した。1969年に感染組織から麻疹ウイルスの培養に成功した。変異した麻疹ウイルス（核酸の分子量600万、直径0.2μm）が病原体で、細胞外でしめすウイルス形態（ビリオン)になれず、細胞外では感染力が弱いことが明らかになった。1975年に微研のUedaらが、SSPEの組織と胎児肺の細胞を同時に培養すると、細胞同士を融合させながら増殖するBiken株を見出した。治療研究が精力的に進められている。

## 感染メカニズムの概略
この疾患では、Biken株の培養条件と同様に、神経系でも隣接する細胞と融合して、ウイルスが移動し感染範囲を拡大すると考えられている。対して通常のウイルスは、ビリオンの形態に変化して細胞外にて拡散するため、急速に感染範囲を拡大する。
SSPEはウイルス感染症が一般にもつ潜伏期間、発症するのに十分な量まで増殖する期間が、極端に長い疾患である。これに対して進行性多巣性白質脳症（PML）も遅発性ウイルス感染症であるが、免疫が増殖を抑えていることで、潜伏期間が長い。

## 診療科
- 脳神経外科
- 神経内科